# Antoine Krafft

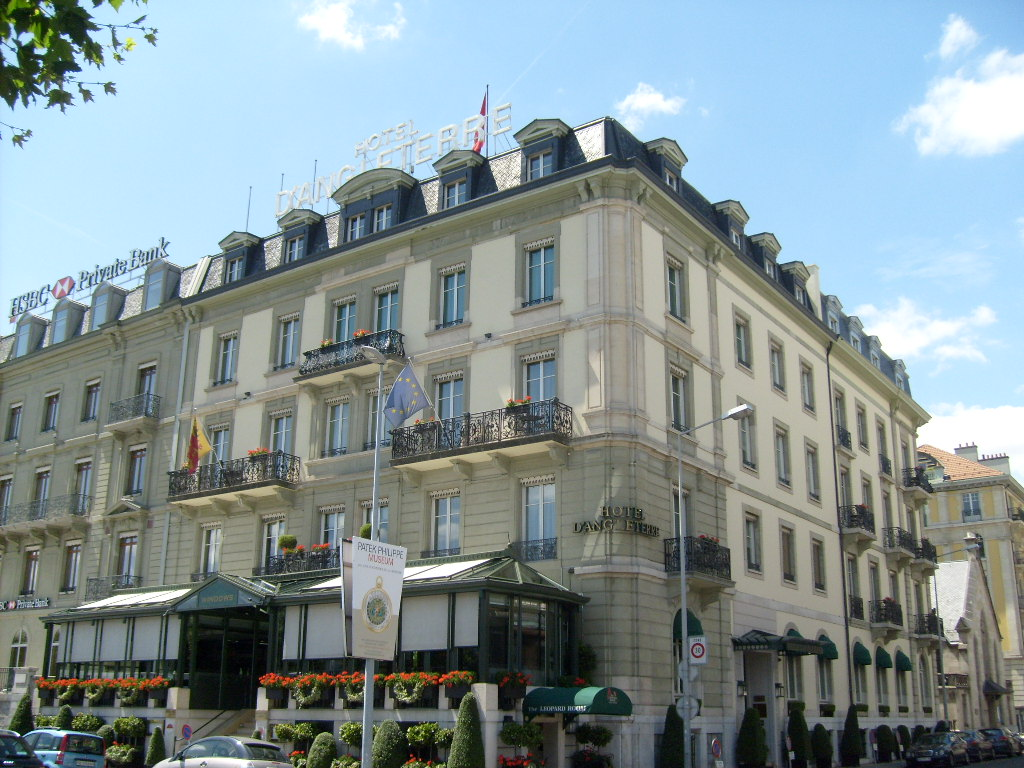
Hôtel Angleterre, Genf

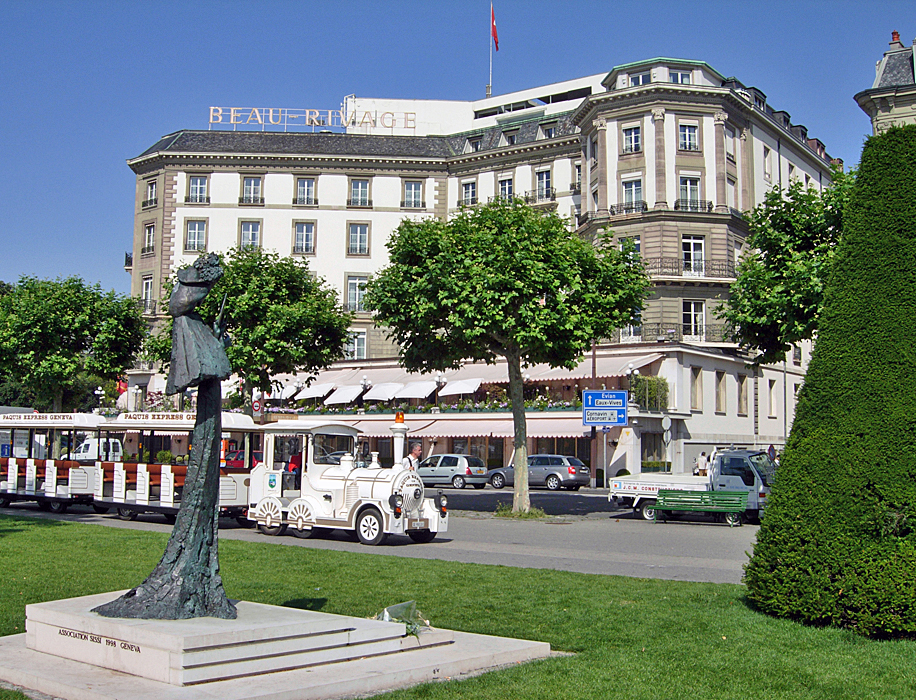
Beau-Rivage in Genf

Antony oder Antoine Krafft (* 28. Februar 1831 in Vevey; † 30. Januar 1910 in Genf) war ein Schweizer Architekt.
Krafft, der  österreichischer Abstammung war, besuchte die Schulen in Vevey. Er studierte an der Polytechnischen Schule in Stuttgart und am Polytechnikum Karlsruhe, setzte seine Studien an der Kunstgewerbeschule Berlin und der Technischen Hochschule Sankt Petersburg fort. Ab 1854 arbeitete er wieder in der Schweiz bei Jean-Pierre Guillebaud. Seit 1862 im eigenen Büro, wurde 1865 des von ihm geplante Hotel Beau-Rivage eröffnet, das mittlerweile allerdings mehrfach erweitert und umgebaut wurde. Zusammen mit Guillebaud war er im gleichen Zeitraum der Kontaktarchitekt des St.-Petersburger Architekten David Grimm für die Russische Kirche. 1875 folgte das Hotel d’Angleterre. Zudem entstanden in dieser Zeit Stadthäuser im grossbürgerlichen Genfer Quartier Les Tranchées südlich der Altstadt sowie im europäischen Ausland, namentlich im deutschen Bad Kissingen, in Österreich, in Moldawien und St. Petersburg. Krafft war in zahlreichen Gremien und Vereinen tätig, unter anderem war er Gründungsmitglied der Schweizerischen Gesellschaft für die Erhaltung historischer Baudenkmäler. Ab 1896 gehörte er als Mitglied der Konservativen dem Grossen Rat an.

## Werke (Auswahl)
- Hôtel Beau Rivage, Genf 1862–65
- Russische Kirche, Genf 1865–66, Bauleitung mit Jean-Pierre Guillebaud, Entwurf: David Grimm
- Primarschule, Genf 1869, mit Charles Boissonass[3]
- Hôtel d’Angleterre, Genf 1875

## Belege
1. ↑  Gilles Barbey, Armand Brulhart, Georg Germann: Genève. In: Gesellschaft für Schweizerische Kunstgeschichte (Hrsg.): INSA Inventar der neueren Schweizer Architektur 1850–1920. Band 4. Orell Füssli, Zürich 1982, ISBN 3-280-01398-4, S. 387, Sp. 3, doi:10.5169/seals-5496 (französisch, e-periodica.ch).
2. ↑  INSA Genève. Band 4, S. 363/1   (e-periodica.ch).
3. ↑  INSA Genève. Band 4, S. 389/2   (e-periodica.ch).

| Personendaten    | Personendaten       |
| ---------------- | ------------------- |
| NAME             | Krafft, Antoine     |
| ALTERNATIVNAMEN  | Krafft, Anthony     |
| KURZBESCHREIBUNG | Schweizer Architekt |
| GEBURTSDATUM     | 28. Februar 1831    |
| GEBURTSORT       | Vevey               |
| STERBEDATUM      | 30. Januar 1910     |
| STERBEORT        | Genf                |